# 池沢理美
池沢 理美（いけざわ さとみ、1962年3月18日 - ）は、日本の漫画家。A型。東京都大田区出身。亡夫はTHE GOOD-BYEのベーシスト・ボーカルであった加賀八郎。
1984年に『ガラスの波にささやいて』で第27回フレンドなかよし新人漫画賞・佳作を受賞してデビュー。代表作は、『ぐるぐるポンちゃん』（第24回講談社漫画賞受賞作品）。1960年代〜1970年代の洋楽中心のカバーバンド「名前のないBAND」でボーカルを担当し、音楽活動も行っている。1980年代の「ネットウォーカー」の間では自称「いけざー」の愛称で知られるウォーカーでもある。多田かおるの『イタズラなKiss』では石川理美のモデル。同様に、ネットウォーカー時代の友人を作品中にモデルとして登場させている。
2025年6月18日、同年7月20日投開票予定の第27回参議院議員通常選挙においてれいわ新選組より全国比例区に立候補することが発表された。
同年7月20日投開票の結果、れいわ新選組が全国比例区で3議席を獲得する中、党内順位12人中12位、得票数5,199票で落選。

## 主な作品
- チャリン娘グラフィティ
- 上を向いてあるこう
- 青春の役立たず
- 夏がいそいでる
- 17歳の解剖学
- かっとびニューヨーカー（全2巻）
- アクマで純愛（全2巻）
- 女の敵は女
- 見エスギチャッテコマルノ（全3巻）
- キレルゼ!青春
- 愛と青春の××（全2巻）
- 憑いてますか（全8巻）
- 天使のフェロモン（全3巻）
- ぐるぐるポンちゃん（全9巻） (Guru Guru Pon-chan) 
  - ぐるぐるポンちゃんおかわりッ（全4巻）
- オセロ。（全7巻）
- スエちゃんはヒミツ
- Easy!（全2巻）
- はっちゃん、またね 多発性骨髄腫とともに生きた夫婦の1094日（2015年12月11日発売）
- 講談社学習まんが日本の歴史第5集『貴族の栄華』
- 講談社学習まんが『紫式部』

## 関連人物
- 佐伯よしはる[2] - 日本の漫画家。池沢の娘。